# Mike Bailey
Michael James Bailey (* 6. dubna 1988) je anglický herec a zpěvák z Bristolu, nejlépe znám pro svou roli Sida Jenkinse v prvních dvou sériích britského televizního teen dramatu Skins. Bailey v roce 2005 dokončil Wilnecotskou střední školu a získal kvalifikaci v učebním oboru tesaře.

## Kariéra
Pro první sérii Skins nazpíval hudebně upravenou verzi "Wild World" od Cata Stevense. Bailey byl hlavní postavou první a druhé série, ve třetí se ale už neobjevil. Byl nejlepší přítel Tonyho Stonema. Objevil se také v dramatu od Channel 4, 1066: Historie psaná krví v roli Tofiho, který měl premiéru v květnu 2009.
V březnu 2012 natáčel v Birminghamu komedii We Are The Freaks režiséra Justina Edgara.